# El desafío bajo cero
El desafío bajo cero fue un Talent show emitido por la cadena española Telecinco y producido por Magnolia TV en 2006. Fue presentado por Manel Fuentes, acompañado por el veterano José Luis Uribarri.

## Mecánica
Se trata de la versión española del concurso británico Dancing on ice. Los concursantes, todos ellos celebridades del mundo del espectáculo o la sociedad recibían clase en la disciplina de patinaje artístico y en cada una de las galas debían mostrar sus dotes en esta especialidad en un número que era puntuado por el jurado.
El espacio contó con el respaldo y asesoramiento de la Federación Española de Deportes de Hielo.

## Jurado
El jurado estaba integrado por cinco personas. Dos de ellas profesionales del patinaje artístico, Silvia Villellas y Jorge Lafarga. Los otros tres eran rostros conocidos: La actriz Carmen Morales, la esquiadora Blanca Fernández Ochoa y el bailarín Antonio Canales.

## Audiencias
En su estreno, el programa cosechó tan solo un 19,2% de share, por debajo de la media de la cadena, lo que provocó que se cambiara el día de emisión desde el segundo programa. En la nueva franja alcanzó el 17,9% de share. En su tercera emisión la audiencia se redujo al 14,7% de cuota de pantalla, lo que precipitó la cancelación anticipada del programa tras tan solo cuatro emisiones.

## Concursantes
|                     |              | Edad                             | Famoso por...     |
| ------------------- | ------------ | -------------------------------- | ----------------- |
|                     | Almudena Cid | 26 años                          | Gimnasta olímpica |
| Beatriz Luengo      | 24 años      | Actriz,cantante y bailarina.     |                   |
| Kim Manning         | 46 años      | Actriz.                          |                   |
| Elsa Anka           | 41 años      | Presentadora de televisión       |                   |
| Daniel Ducruet      | 42 años      | Exmarido de Estefanía de Mónaco. |                   |
| Verónica Mengod     | 39 años      | Presentadora de televisión.      |                   |
| Miguel de Miguel    | 31 años      | Actor.                           |                   |
| Paco Morales        | 45 años      | Cantante.                        |                   |
| Lidia Reyes         | 21 años      | Cantante, concursante de OT 2005 |                   |
| Leo Rivera          | 26 años      | Actor.                           |                   |
| Peio Ruiz Cabestany | 44 años      | Ciclista.                        |                   |
| Paulo Wilson        | 31 años      | DJ.                              |                   |

Almudena Cid resultó ganadora del concurso, quedando en segundo lugar Beatriz Luengo y en tercero Kim Manning.